# 沃尔特·海曼
沃尔特·库尔特·海曼（英語：Walter Kurt Hayman，1926年1月6日—2020年1月1日），德裔英国数学家，伦敦帝国学院教授，知名于对複分析的研究。

## 生平
1926年生于德国科隆。他的外祖父是数学家库尔特·亨泽尔。1938年离开纳粹德国前往英国，在苏格兰高登斯顿学校继续学业。1943年10月升入剑桥大学圣约翰学院，师从約翰·恩瑟·李特爾伍德和玛丽·卡特赖特。1947年先后在纽斯卡尔大学和艾希特大學副教授。1956年开始担任伦敦帝国学院纯粹数学教授，同年当选皇家学会院士。1978年至1981年，担任伦敦帝国学院理学院院长。1985年退休，同年当选意大利猞猁之眼国家科学院外籍院士。1985年至1993年，担任约克大学兼职教授。1995年返聘至伦敦帝国学院，担任资深研究员。
1992年获得瑞典乌普萨拉大学数学科学学院荣誉博士学位。1995年获得倫敦數學學會颁发的德摩根奖章。2020年1月1日逝世。